# Helena Seidlová
Helena Seidlová, rozená Kupšovská (* 4. února 1944, Uhříněves) je česká knihovnice, dokumentátorka a archivářka, signatářka Charty 77.

## Profesní životopis
Pochází z evangelické rodiny, po otci z Prahy. Vyrostla v matčině regionu v Bílině. Po absolutoriu střední všeobecně vzdělávací školy v Litoměřicích vystudovala v letech 1961-1966 archivnictví a pomocné vědy historické na Filozofické fakultě Univerzity Karlovy (prof. Milan Machovec, asistent Ivan Hlaváček). Jako studentka navštěvovala přednášky Jana Patočky na FF UK a později také jeho bytové semináře. Přátelila se s bratry Václavem a Janem Sokolovými, Svatoplukem Karáskem a historiky umění (např. Ludvíkem a Hanou Hlaváčkovými, poprvé se provdala za historika umění Karla Milera. Studia ukončila obhajobou diplomové práce Žatecké městské listiny a listy z doby předhusitské.
V roce 1967 si ji Pravoslav Kneidl vybral do Strahovské knihovny Památníku národního písemnictví v Praze, jehož byla v letech 1968–1977 odbornou pracovnicí. Tam se spřátelila s tehdejším topičem, Lubošem Dobrovským, který ji oslovil k podpisu Charty 77. Podepsala mezi prvními 23. prosince 1976. Po podpisu následovalo propuštění ze zaměstnání a odebrání cestovního pasu. Při nástupu do Pražského střediska státní památkové péče a ochrany přírody v Praze byla závodním výborem KSČ shledána natolik nebezpečnou, že byla "uklizena" do oddělení dokumentace, kde pracovala v letech 1978-2000, postupně pod vedením Jiřího Kaše a Růženy Baťkové. Opakovaně byla předvolávána Státní bezpečností k výslechům. Když jí v roce 1988 se svolením ředitele památkového střediska byl  vrácen cestovní pas k jednomu vycestování na zájezd památkářů, ihned po návratu byla opět předvolána a vyslýchána Státní bezpečností. 
Odbornou práci jazykové korektorky (čeština, latina) a redaktorky (mj. pro sborník Staletá Praha vykonávala jen anonymně.
Po té nastoupila do knihovny Evangelické teologické fakulty Univerzity Karlovy, kde na částečný úvazek pracuje dosud.